# Стефан V (VI)
Стефан V (VI) (лат. Stephanus PP. V (VI); ? — 14 сентября 891) — папа римский с сентября 885 года по 14 сентября 891 года.

## Биография
Отец Стефана, Адриан, принадлежавший к римской аристократии, доверил образование сына своему родственнику, епископу Захарии, библиотекарю Святого Престола. При папе Марине I Стефан стал кардиналом церкви Санти-Куаттро-Коронати.
Он был освящен в сентябре 885 года, не дожидаясь императорского подтверждения. Однако когда Карл III Толстый узнал о единогласном избрании Стефана, он не стал возражать.
Во время народных бедствий и засухи он истратил отцовское наследство на помощь бедным, выкуп пленников и ремонт церквей.
В своих отношениях с Константинополем Стефан придерживался политики папы Николая I и сопротивлялся византийскому влиянию. Его критика патриарха Фотия в итоге возымела эффект, и император Лев VI отправил того в изгнание. Одновременно папа просил императора направить военные корабли и солдат, чтобы помочь Риму отразить нападки сарацин.
После смерти святого Мефодия Моравского, ученик Мефодия, Горазд Охридский, стал его преемником. Однако в связи с влиянием немецкого духовенства Стефан запретил использование славянской литургии.
Стефан в 891 году короновал своего приёмного сына Гвидо III Сполетского императором Запада. Он также признал Людовика III Слепого королём Прованса. Поскольку Аврелиан, архиепископ Лионский, не рукоположил Теутбольда, законно избранного епископом Лангра, это сделал сам папа.
Стефан был похоронен в портике базилики Святого Петра.